# Hugo Komano
Hugo Faya Gérard Yaya Komano (Tolosa, 14 aprile 2000) è un calciatore francese, attaccante dell'Yverdon.

## Carriera
Komano è cresciuto nel settore giovanile del Metz e nel 2019 è stato assegnato alla seconda squadra in Championnat National 3. Nel 2020 si è trasferito in Lussemburgo al Differdange 03, dove ha giocato nel campionato nazionale e nei preliminari di UEFA Europa League. Rimasto svincolato a fine stagione, dopo sei mesi senza squadra nel febbraio del 2023 ha firmato un contratto fino a giugno con il Tabor Sežana in Slovenia.
Nell'estate del 2021 ha firmato con il Dunav Ruse in Bulgaria, dove ha giocato con continuità segnando 4 gol in 26 partite in seconda divisione. Al termine della stagione è passato al Pirin Blagoevgrad, in Părva profesionalna futbolna liga.
Il 9 luglio 2024 si è trasferito in Svizzera all'Yverdon.

## Statistiche
Statistiche aggiornate al 15 agosto 2024.

### Presenze e reti nei club
| Stagione        | Squadra           | Campionato      | Campionato | Campionato | Coppe nazionali | Coppe nazionali | Coppe nazionali | Coppe continentali | Coppe continentali | Coppe continentali | Altre coppe | Altre coppe | Altre coppe | Totale | Totale | Totale |
| Stagione        | Squadra           | Comp            | Pres       | Reti       | Comp            | Pres            | Reti            | Comp               | Pres               | Reti               | Comp        | Pres        | Reti        | Pres   | Reti   |        |
| --------------- | ----------------- | --------------- | ---------- | ---------- | --------------- | --------------- | --------------- | ------------------ | ------------------ | ------------------ | ----------- | ----------- | ----------- | ------ | ------ | ------ |
| 2019-2020       | Metz              | N3              | 3          | 0          |                 | -               | -               |                    | -                  | -                  |             | -           | -           | 3      | 0      |        |
| 2020-2021       | Differdange 03    | DN              | 16         | 2          | CL              | 0               | 0               | UEL                | 1                  | 0                  |             | -           | -           | 17     | 2      |        |
| feb.-giu. 2022  | Tabor Sežana      | 2.SNL           | 2          | 0          | CS              | 0               | 0               |                    | -                  | -                  |             | -           | -           | 2      | 0      |        |
| 2022-2023       | Dunav Ruse        | 2L              | 26         | 4          | CB              | 1               | 0               |                    | -                  | -                  |             | -           | -           | 27     | 4      |        |
| 2023-2024       | Pirin Blagoevgrad | 1L              | 32         | 4          | CB              | 3               | 0               |                    | -                  | -                  |             | -           | -           | 35     | 4      |        |
| 2024-2025       | Yverdon           | SL              | 3          | 0          | CS              | 0               | 0               |                    | -                  | -                  |             | -           | -           | 3      | 0      |        |
| Totale carriera | Totale carriera   | Totale carriera | 82         | 10         |                 | 4               | 0               |                    | 1                  | 0                  |             | -           | -           | 87     | 10     |        |